# Gaudre d'Aureille
Pour les articles homonymes, voir Gaudre.
Le gaudre d'Aureille est un cours d'eau français qui coule dans le département des Bouches-du-Rhône et la région Provence-Alpes-Côte d'Azur.

## Géographie

### Cours
Cette rivière, longue de 12 km, est localisée entièrement dans le département des Bouches-du-Rhône. Son cours est dirigé approximativement du nord-est vers le sud-ouest. Il traverse les communes  d'Eyguières (source), Aureille et Mouriès (confluent). Il se jette au sud de Mouriès dans le Gaudre de Mas-Neuf.

### Affluents
Le gaudre d'Aureille a un affluent : le gaudre du Destet, qui conflue avec lui en rive droite au nord de Mouriès.

### Hydrographie
Le Gaudre d'Aureille fait partie de la zone hydrographique des 
Cours d'eau côtiers de l'étang de Berre au Rhône (code SANDRE Y430). Comme tous ses voisins, il est collecté par le canal de la vallée des Baux et fait partie des cours d'eau du bassin du Rhône.

## Départements et communes traversées
Cette rivière traverse uniquement les communes d'Eyguières, Aureille et Mouriès, dans les Bouches-du-Rhône.

## Pour approfondir